# Danser encore

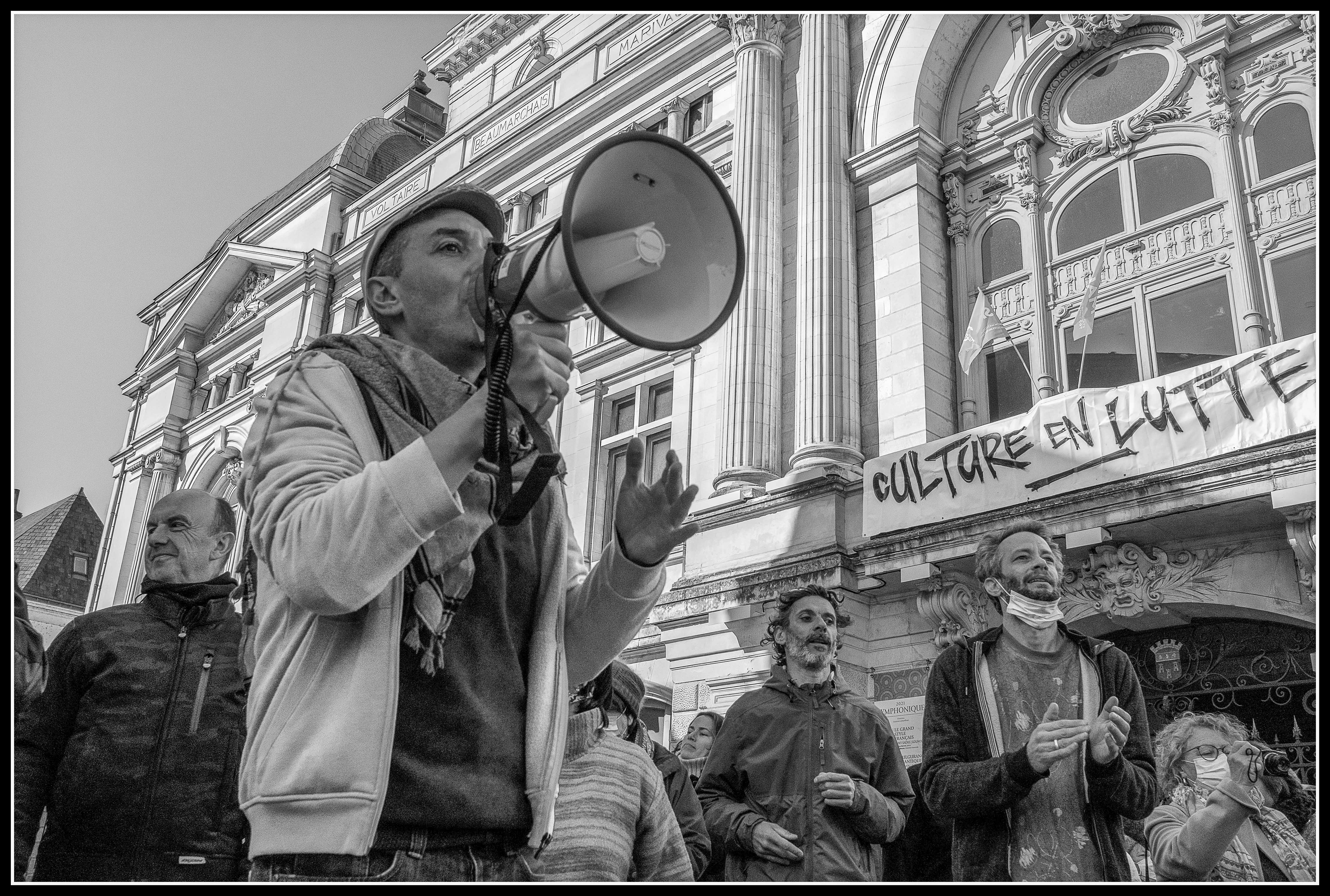
Rassemblement avec HK pour alerter sur l'état d'urgence culturel et social à Tours en mars 2021.

Danser encore est une chanson du chanteur HK (nom d'artiste de Kaddour Hadadi) sortie en décembre 2020.
La chanson est reprise en France et dans plusieurs autres pays lors de flash mobs, dans un contexte de mobilisation face aux mesures prises contre la pandémie de Covid-19.

## Origine
Alors qu'il devait présenter un spectacle avec son groupe à Avignon, celui-ci est supprimé durant la crise sanitaire car jugé « non-essentiel ». C'est alors que vient l'idée de créer une chanson.
HK, se souvient précisément du soir où il l'a composée : « C'était au moment de l'annonce du deuxième confinement, je répétais un spectacle dans une résidence à Avignon avec des amis et, de fait, notre spectacle a été annulé, car nous n'étions pas considérés comme essentiels. Nous, on pense au contraire qu'on est tous essentiels. C'est un message terrible qui nous est envoyé, comme si, en France, on ne pouvait que travailler et consommer. Et c'est faux de dire qu'on ne peut pas faire autrement : il y a des pays européens, comme l'Espagne ou l'Allemagne, pendant un certain temps, qui ont fait autrement. » a-t-il déclaré pour LCI.
La chanson est enregistrée en live le 11 décembre 2020 dans les rues d'Avignon, et publiée ce jour-là sur les réseaux sociaux, en guise de protestation face aux mesures sanitaires prises par le gouvernement durant la pandémie de Covid-19.

## Interprètes[3]
- Auteur – compositeur : Kaddour Hadadi (HK)
- Compositeurs, musiciens :
  - Jacotte Recolin: violon, chœurs
  - Mathilde Dupuch: accordéon, chœurs
  - Martin Choquet: saxophone,  chœurs
  - Raphaël André: trombone, chœurs
  - Saïd Zarouri: guitare, chœurs
  - Thibault Delbart: guitare, chœurs
  - Meddhy Ziouche: arrangement
  - Manuel Paris

## Chanson militante
Le 14 janvier 2021, HK offre la version studio de la chanson en téléchargement sur son site web.
Les paroles font allusion à Emmanuel Macron lorsqu'HK parle de « Monsieur le bon Roi ».
La chanson dénonce des mesures autoritaires : « Chaque relent sécuritaire voit s’envoler notre confiance, ils font preuve de tant d’insistance pour confiner notre conscience » et fait appel à la désobéissance civile.
Le titre s'est classé 24e des ventes de singles sur iTunes en France.

## Flashmobs
Ce titre a depuis été repris lors de flash mobs en 2021. Une a eu lieu en mars 2021 à la gare du Nord.
Une autre flash mob est lancée le 8 avril à la gare de l'Est. Ces rassemblements suscitent la polémique, d'un côté HK affirme ne pas vouloir passer un message contre les gestes barrières et n'être jamais à l'origine de cluster. De l'autre, les autorités sanitaires rappellent que les concerts et les rassemblements festifs du groupe, sans masque ni respect de la distanciation sociale, peuvent tout de même causer des contaminations,. En avril 2021, HK a déposé un préavis de flashmob générale dans toute la France, chaque samedi à midi.

## Reprises de la chanson traduite en plusieurs langues
Le succès de la chanson a été tel que des musiciens chantant dans d'autres langues se la sont appropriés (liste non exhaustive) :
1. Die Box : Wir wollen tanzen (en allemand)
2. Danser encore Berlin : Jetzt ist's Zeit (en allemand)
3. Elena del Valle Reboul : Seguir Bailando (en espagnol)
4. Lisa de Stephano / Mario C. Lunghi (en italien)
5. Mathieu Touzot : Dansae core (en poitevin)
6. Cezary Cesarz : TAŃCZMY ILE SIŁ (en polonais)
7. Sopa da Pedra : Dança l'amor (en portugais)
8. Andor Boddeke : Wij, ja wij (en néerlandais)
9. Jamie Schwartz : El nostre ball (en catalan)
10. Arkadiy Kots band : Танцевать еще (en russe)
11. Kitty Stewart : Let's keep on dancing (en anglais)

## Reprises et accusations de covidoscepticisme
En juillet 2021, la chanson est utilisée comme hymne lors des manifestations contre le passe sanitaire. William Audureau du journal Le Monde estime que le morceau est « un tube de la communauté covidosceptique ».
Afin d'éviter les récupérations malveillantes de sa chanson, HK insiste pour que ce morceau reste en accord avec des valeurs antiracistes, la non-violence et refuse son utilisation par les partis politiques.